# Shōtarō Iribe
Shōtarō Iribe (入部正太朗?, Iribe Shōtarō; Nara, 1º agosto 1989) è un ciclista su strada giapponese che corre per il team Shimano Racing. Attivo in formazioni UCI dal 2012, è stato campione nazionale in linea nel 2019.

## Palmarès
- 2017 (Shimano Racing Team, una vittoria)

1ª tappa Tour de Kumano (Akagigawa > Akagigawa)
- 2018 (Shimano Racing Team, due vittorie)

2ª tappa Tour of Thailand (Chanthaburi > Aranyaprathet)
2ª tappa Tour de Kumano (Kumano > Kumano)
- 2019 (Shimano Racing Team, una vittoria)

Campionato giapponese, Prova in linea

### Altri successi
- 2013 (Shimano Racing Team)

Miyada Criterium
- 2015 (Shimano Racing Team)

Miyada Criterium
- 2023 (Shimano Racing)

East Japan Road Classic - Day 2
- 2024 (Shimano Racing)

National Inter-Prefectural Cycling Championships